# Kühlenbronn (Kleines Wiesental)

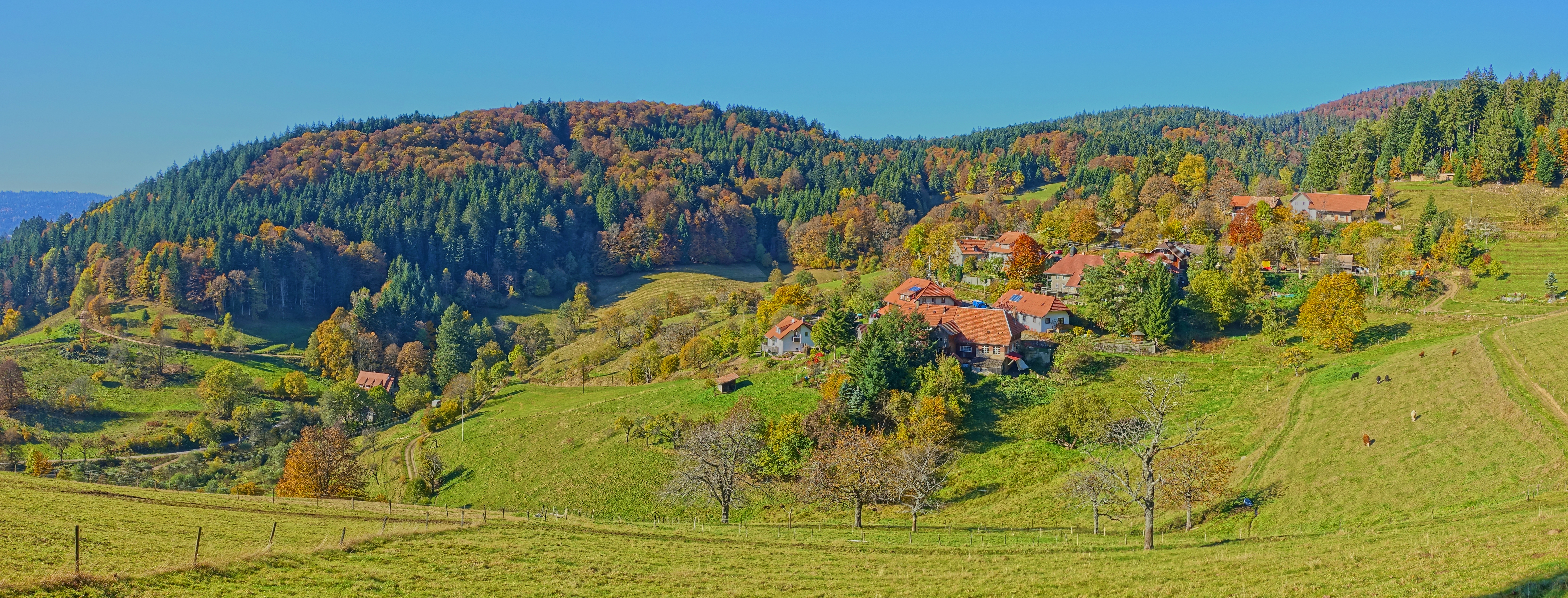
Panorama oberhalb Kühlenbronns

Kühlenbronn ist ein 340 Hektar großer Wohnplatz in der Gemeinde Kleines Wiesental im Landkreis Lörrach, der dem Ortsteil Wies zurechnet wird. Der abgelegene Weiler auf rund 860 m ü. NHN liegt im oberen Tal der Köhlgartenwiese, die in diesem oberen Abschnitt noch als Kühlenbronner Bach bezeichnet wird. Die Quelle der Köhlgartenwiese liegt am namensgebenden Gipfel des Köhlgarten (1230 m ü. NHN). Westlich von Kühlenbronn erhebt sich der 954 m ü. NHN hohe Obere Buck, südwestlich der 1067 m ü. NHN hohe Schatttann.

## Geschichte

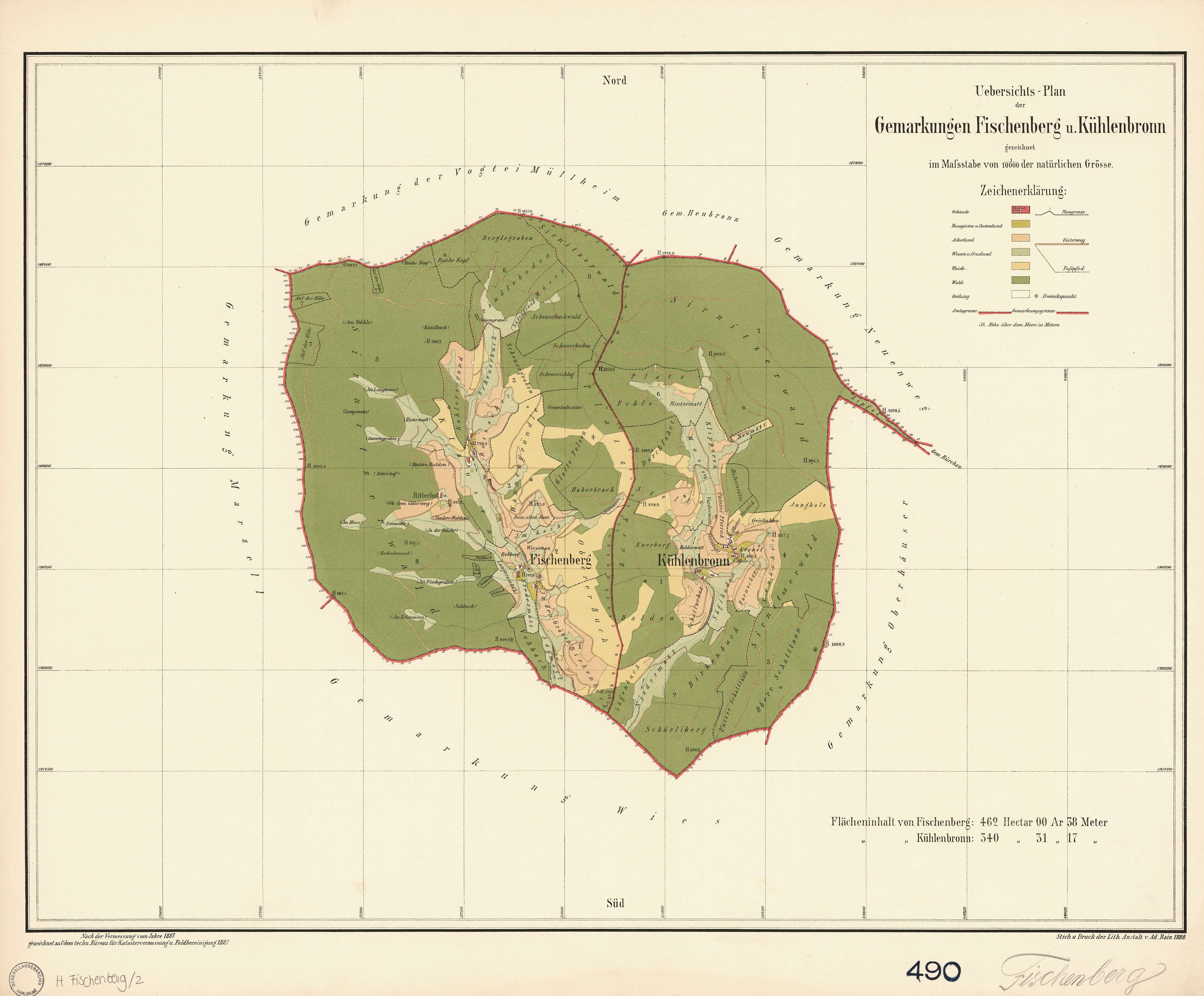
Gemarkungskarte von Kühlenbronn und Fischenberg von 1888

Der Ort wird 1278 das erste Mal als Kurinbrunnen erwähnt. Weitere Namensformen sind ze Kurenbrunnen 1428 und Kielenbronnen 1660. Als Wortbedeutung kommt entweder eine Beziehung zum Kirnberg in Frage oder eine Ableitung von Kirn, was ein altes Wort für Mühle ist. Bis 1800 gehörte der Ort mit eigener Gemarkung zur Tegernauer Vogtei im Oberamt Rötteln.
Seit dem 18. Jahrhundert weist der Weiler eine konstante Einwohnerzahl von rund drei Dutzend auf.

## Beschreibung
Kühlenbronn liegt rund vier Kilometer vom Ortsteil Wies am Ende einer Stichstraße, die zu den höchstgelegenen im Landkreis zählt. Etwa zwei Kilometer von Wies bergan liegt der Hof Sägmatt. Von dort weiter in nördliche Richtung gelangt man nach weiteren rund zwei Kilometern zum Wohnplatz Fischenberg. Biegt man hinter der Sägmatt ostwärts, gelangt man nach ebenfalls zwei Kilometern auf einer weiteren Stichstraße nach Kühlenbronn. Die geschlängelte Straße verläuft bis zur Ortssiedlung parallel zum Kühlenbronner Bach. An der ersten Serpentine verlaufen Straße und Bach unterschiedlich und um die nächsten zwei Serpentinen konzentriert sich die Besiedlung entlang eines steilen Hangs. Im Ort sind insbesondere land- und forstwirtschaftliche Höfe ansässig.